# Jean-Marc Moutout
Jean-Marc Moutout est un réalisateur et scénariste français né le 16 mars 1966 à Marseille, en France, et diplômé de l'ESEC en 1987.

## Filmographie

### Comme réalisateur
- 1991 : En haut et en bas
- 1996 : Tout doit disparaître
- 1998 : Électrons statiques
- 2002 : Libre circulation (TV)
- 2003 : Violence des échanges en milieu tempéré
- 2004 : Par ici la sortie (documentaire)
- 2008 : La Fabrique des sentiments
- 2011 : De bon matin
- 2015 : 2 épisodes de la saison 1 du Bureau des légendes (TV)
- 2018 : Victor Hugo, ennemi d’État (TV)